# Selva de Oza

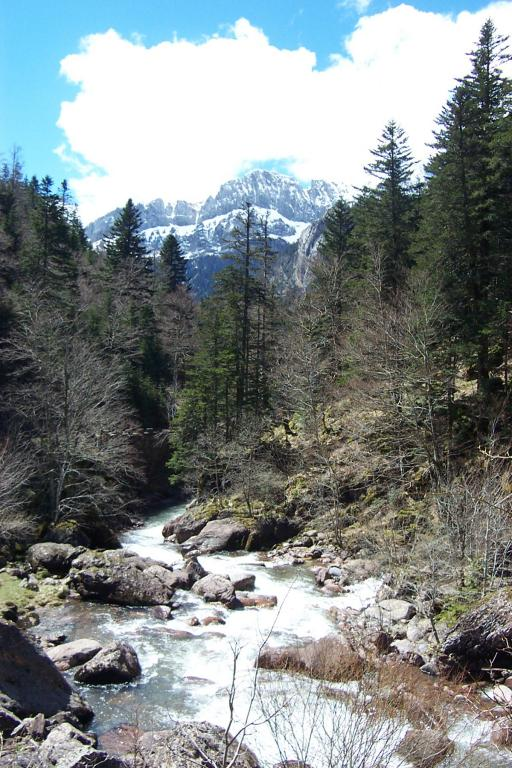
El Aragón Subordán en la Selva de Oza.

La Selva de Oza (en aragonés, Selva d'Oza) es un espacio natural incluido en el parque natural de los Valles Occidentales ubicado en el Valle de Hecho (Provincia de Huesca, España), en la parte occidental del Pirineo aragonés. Se trata de un espacio natural atravesado por las aguas del río Aragón Subordán y rodeado de picos montañosos de entre 2300 y 2700 metros, entre los que destacan Peña Forca (2390 m), Punta Agüerri (2450 m), Castillo de Acher (2384 m) y Bisaurín (2668 m).
También son interesantes los tres dólmenes que hay en ella y los restos de una de las antiguas vías romanas de Antonino Pío, que fue también utilizada como camino de peregrinación a Santiago de Compostela.

## Flora
Se trata de un tupido bosque formado principalmente por abetos, mezclados con pinos y hayas. Otras especies vegetales son los tejos, arces y abedules. Entre los matorrales, predomina el boj, además de una enorme variedad de hongos, frutos y flores.

## Fauna
En la Selva se pueden encontrar osos, hurones, sarrios, corzos, jabalíes, tejones, martas, zorros, ardillas y nutrias. En cuanto a su cielo, pueden verse también ejemplares de quebrantahuesos, buitres y águilas. 
En lo que se refiere a la fauna piscícola, el río Aragón Subordán es abundante en truchas.

## Clima
El clima de la Selva de Oza se caracteriza por sus abundantes precipitaciones y temperaturas frescas a lo largo de todo el año.
Así nos encontramos con una precipitación acumulada que oscila entre los 1500 y los 1600 mm anuales (Aemet, periodo de 1971-2000).
En cuanto a la temperatura se refiere, las medias oscilan entre los 1,2 °C en enero, siendo este el mes más frío y los 17,1 °C en julio y agosto, siendo estos los más cálidos. Así, la media anual se sitúa en los 8,1 °C, según datos de la Aemet para el periodo 1971-2000.